# Juan II de Nivelet
Juan II de Nivelet (fallecido en 1316) es el nombre dado en la historiografía moderna al último barón de Nivelet en el Principado de Acaya, en la Grecia franca.
La familia Nivelet había perdido su feudo original, la Baronía de Geraki en la región de Laconia, a principios de la década de 1260 ante el Imperio bizantino, ya sea en 1262, a cambio de la liberación del príncipe Guillermo II de Villehardouin, tomado cautivo por los bizantinos en la batalla de Pelagonia en 1259, o durante las posteriores ofensivas bizantinas. Tras la pérdida de Geraki, la familia fue compensada con nuevas tierras en Mesenia y mantuvo su título de barón, pero la nueva "Baronía de Nivelet" ya no era una entidad geográfica distinta, sino aparentemente un conjunto de feudos dispersos vinculados a su familia.
Juan II no está atestiguado por su nombre en las fuentes; su nombre es una conjetura del medievalista del siglo XIX Karl Hopf, que desde entonces se ha repetido en varias obras relacionadas con el período. Sólo se sabe que entre 1315 y 1316 el entonces barón de Nivelet apoyó el intento de Fernando de Mallorca de reclamar el Principado de Acaya contra la princesa Matilde de Henao y su esposo Luis de Borgoña. Después de que Fernando fue derrotado y asesinado en la batalla de Manolada en julio de 1316, Luis de Borgoña ejecutó al barón de Nivelet, y sus tierras fueron entregadas a uno de los seguidores borgoñones de Luis, Dreux de Charny.